# Asplenium coenobiale
Asplenium coenobiale là một loài thực vật có mạch trong họ Aspleniaceae. Loài này được Hance miêu tả khoa học đầu tiên năm 1874.